# 윤홍빈
윤홍빈(1994년 9월 10일 ~ )은 대한민국의 배우이다. 본인이 세운 VH 아카데미의 CEO 겸 원장이다.

## 연기활동

### 드라마
- 2010년 KBS1 특별기획드라마 《명가》 ... 막둥이 역
- 2010년 MBC 특집드라마 《누나의 3월》
- 2010년 MBC 대하드라마 《김수로》
- 2010년 MBC 단막극 《MBC 일요 드라마 극장 - 사랑을 가르쳐 드립니다》 ... 어린 태준 역(기태영 아역)
- 2011년 KBS2 주말연속극 《사랑을 믿어요》 ... 권재현 역
- 2011년 MBC 특별기획드라마 《짝패》
- 2012년 KBS2 미니시리즈 《각시탈》 ... 어린 이강산 역(신현준 아역)
- 2012년 SBS 드라마스페셜 《유령》 ... 서진원 역
- 2012년 KBS2 단막극 《KBS 드라마 스페셜 - 내가 우스워 보여?》 ... 어린 한동규 역(이천희 아역)
- 2012년 KBS2 미니시리즈 《세상 어디에도 없는 착한남자》 ... 마루에게 사기당한 남자의 아들 역
- 2012년 SBS 주말연속극 《내 사랑 나비부인》
- 2012년 KBS1 대하드라마 《대왕의 꿈》 ... 관창 역
- 2013년 JTBC 미니시리즈 《그녀의 신화》 ... 어린 도진후 역(김정훈 아역)
- 2013년 JTBC 미니시리즈 《네 이웃의 아내》 ... 태호 역
- 2014년 TV조선 금토드라마 《불꽃 속으로》 ... 어린 신대철 역(류진 아역)
- 2015년 tvN 금토드라마 《하트 투 하트》
- 2015년 KBS1 주말드라마 《징비록》 ... 임해군 역
- 2015년 SBS Plus 일일드라마 《당신을 주문합니다》 ... 박송주 역
- 2018년 웹드라마 《김팀장의 이중생활》 ... 남동생 역

### 영화
- 2010년 《이층의 악당》 ... 현철 친구 1 역
- 2015년 《암살》
- 2015년 《시간이탈자》... 면도칼 역